# Nederlandse kampioenschappen schaatsen afstanden 2021 - 5000 meter mannen
De 5000 meter mannen op de Nederlandse kampioenschappen schaatsen afstanden 2021 werd gehouden op vrijdag 30 oktober 2020 in Thialf in Heerenveen. Titelverdediger was Patrick Roest, die de titel de laatste twee keer had gewonnen. Hij prolongeerde zijn titel.

## Uitslag
| #      | Schaatser        | Tijd       |
| ------ | ---------------- | ---------- |
| Goud   | Patrick Roest    | 6.10,16    |
| Zilver | Sven Kramer      | 6.15,26    |
| Brons  | Marcel Bosker    | 6.15,46    |
| 4      | Jorrit Bergsma   | 6.16,24    |
| 5      | Marwin Talsma    | 6.16,66 pr |
| 6      | Jan Blokhuijsen  | 6.21,14    |
| 7      | Kars Jansman     | 6.21,53    |
| 8      | Erik Jan Kooiman | 6.24,23    |
| 9      | Bob de Vries     | 6.24,97    |
| 10     | Mats Stoltenborg | 6.25,73    |
| 11     | Chris Huizinga   | 6.27,91    |
| 12     | Beau Snellink    | 6.29,44    |
| 13     | Crispijn Ariëns  | 6.31,51    |
| 14     | Jos de Vos       | 6.33,90    |
| 15     | Robert Bovenhuis | 6.45,57    |
| DQ     | Bart de Vries    | DQ         |

1987 · 
1988 · 
1989 · 
1990 · 
1991 · 
1992 · 
1993 · 
1994 · 
1995 · 
1996 · 
1997 · 
1998 · 
1999 · 
2000 · 
2001 · 
2002 · 
2003 · 
2004 · 
2005 · 
2006 · 
2007 · 
2008 · 
2009 · 
2010 · 
2011 · 
2012 · 
2013 · 
2014 · 
2015 · 
2016 · 
2017 · 
2018 · 
2019 · 
2020 · 
2021 · 
2022 · 
2023 · 
2024 · 
2025